# Gródek (hromada w obwodzie lwowskim)
Gródek – hromada terytorialna w rejonie lwowskim obwodu lwowskiego Ukrainy. Siedzibą hromady jest miasto Gródek.
Hromadę utworzono w ramach reformy decentralizacji.

## Miejscowości hromady
W skład hromady wchodzą: miasto Gródek i 38 miejscowości

- Gródek – miasto, centrum hromady
- Artyszczów
- Bar
- Bartatów
- Bratkowice
- Cuniów
- Czerlany
- Czerlańskie Przedmieście
- Dobrzany
- Doliniany
- Drozdowice
- Dubaniowice
- Haliczany
- Hodwisznia
- Hoszany
- Kalinka Wielka
- Kiernica
- Leśniowice
- Lubowice
- Małkowice
- Milatyn
- Milczyce
- Mołoszky
- Mszana
- Pidmohyłka
- Pobereżne
- Powitno
- Putiatycze
- Rodatycze
- Rzeczyczany
- Stodółki
- Szołominice
- Tuczapy
- Uhry
- Wola Bartatówska
- Wołczuchy
- Załuże
- Zełenyj Haj
- Zuszyce